# Simulium cheesmanae
Simulium cheesmanae är en tvåvingeart som beskrevs av Edwards 1927. Simulium cheesmanae ingår i släktet Simulium och familjen knott. Inga underarter finns listade i Catalogue of Life.